# Ahmad Dali
Ahmad Dali (Hama, 21 de marzo de 2002) es un futbolista sirio que juega en la demarcación de delantero para el Al Tadamon SC de la División Uno de Kuwait.

## Selección nacional
Hizo su debut con la selección absoluta de Siria el 26 de septiembre de 2022 en un encuentro amistoso contra Irak que finalizó con un resultado de 1-0 a favor del combinado iraquí tras el gol de Aymen Hussein.

## Clubes
| Club               | País   | Año       | Partidos | Goles |
| ------------------ | ------ | --------- | -------- | ----- |
| Teshrin SC         | Siria  | 2019-2020 | 0        | 0     |
| Taliya SC (cedido) | Siria  | 2020-2021 | 0        | 0     |
| Teshrin SC         | Siria  | 2021-2023 | 8        | 2     |
| Al Tadamon SC      | Kuwait | 2023-     |          |       |